# Spilomicrus formosus
Spilomicrus formosus är en stekelart som beskrevs av Carl-Axel Jansson 1942. Spilomicrus formosus ingår i släktet Spilomicrus, och familjen hyllhornsteklar. Arten är reproducerande i Sverige.